# Boulton Paul Sidestrand
Boulton Paul P.29 Sidestrand là một loại máy bay ném bom hạng trung hai tầng cánh của Anh, nó được trang bị cho Không quân Hoàng gia. Loại máy bay này được đặt tên theo một làng ở bờ biển Norfolk gần nhà máy của Boulton & Paul ở Norwich.

## Biến thể
Sidestrand I
Sidestrand II
Sidestrand III
Sidestrand V

## Quốc gia sử dụng
Anh Quốc
- Không quân Hoàng gia

## Tính năng kỹ chiến thuật (Mk III)

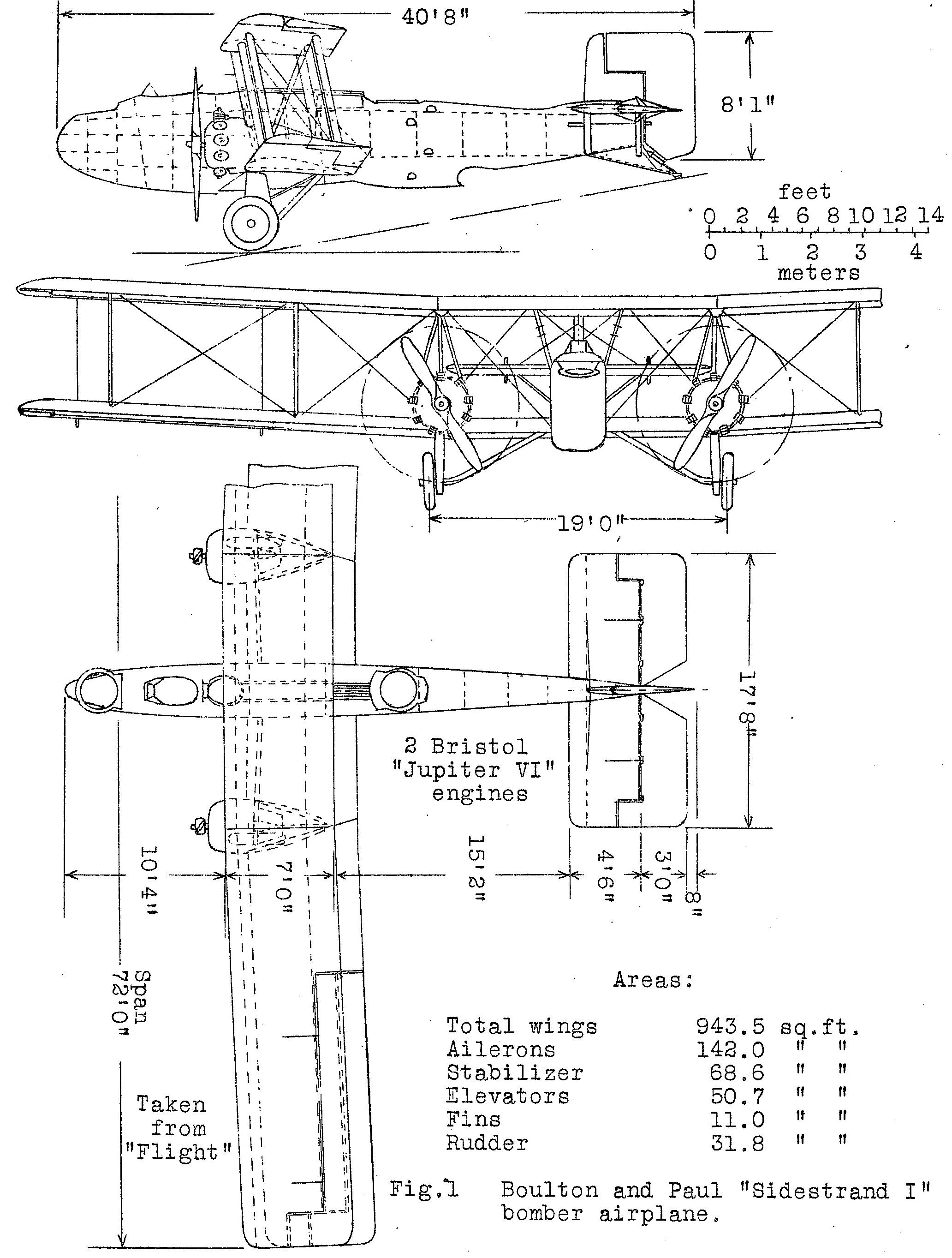
Boulton Paul Sidestrand

Dữ liệu lấy từ The British Bomber since 1914 
Đặc điểm tổng quát
- Kíp lái: 3 hoặc 4
- Chiều dài: 46 ft 0 in (14,02 m)
- Sải cánh: 71 ft 11 in (21,93 m)
- Chiều cao: 14 ft 9½ in (4,51 m)
- Diện tích cánh: 979,5 ft² (90,3 m²)
- Trọng lượng rỗng: 6.370 lb (2.895 kg)
- Trọng lượng có tải: 10.200 lb (4.636 kg)
- Động cơ: 2 × Bristol Jupiter VIIIF, 460 hp (343 kW)  mỗi chiếc

 Hiệu suất bay 
- Vận tốc cực đại: 139 mph (121 kn, 224 km/h) trên độ cao 6.500 ft (1.980 m)
- Tầm bay: 520 mi (452 nmi, 873 km)
- Trần bay: 20.800 ft (6.300 m)
- Tải trên cánh: 10,4 lb/ft² (50,3 kg/m²)
- Công suất/trọng lượng: 0,090 hp/lb (148 W/kg)
- Leo lên độ cao 6.500 ft (1.980 m): 6 phút 42 giây

Trang bị vũ khí

- Súng: 2 × súng máy Lewis .303 in (7,7 mm)
- Bom: 1.040 lb (473 kg)